# Liste der Baudenkmäler in Himmelkron
Auf dieser Seite sind die Baudenkmäler in der oberfränkischen Gemeinde Himmelkron zusammengestellt. Diese Tabelle ist eine Teilliste der Liste der Baudenkmäler in Bayern. Grundlage ist die Bayerische Denkmalliste, die auf Basis des Bayerischen Denkmalschutzgesetzes vom 1. Oktober 1973 erstmals erstellt wurde und seither durch das Bayerische Landesamt für Denkmalpflege geführt wird. Die folgenden Angaben ersetzen nicht die rechtsverbindliche Auskunft der Denkmalschutzbehörde.
 Diese Liste gibt den Fortschreibungsstand vom 19. August 2014 wieder und enthält 38 Baudenkmäler.

## Baudenkmäler nach Gemeindeteilen

### Himmelkron
| Lage | Objekt | Beschreibung | Akten-Nr.              | Bild |
| --- | --- | --- | ---------------------- | --- |
| Au; Weißer Main; ca. 1,5 km nördlich von Himmelkron (Standort)                                                    | Baille-Maille-Brücke                                                                                      | Einbogige Quaderbrücke über den Weißen Main mit hohem Scheitel, Haustein, wohl Mitte 18. Jahrhundert | D-4-77-121-11 Wikidata | BW |
| Bahnstrecke Bamberg–Hof, Schiefe Ebene 1, Schiefe Ebene 2, am Himmelkroner Forst, nördlich Streitmühle (Standort) | Schiefe Ebene                                                                                             | 7 km lange künstliche Rampe der Ludwig-Süd-Nord-Eisenbahn, mit architektonisch gegliederten Durchfahrten, um 1844/50, vgl. auch Marktschorgast | D-4-77-121-12 Wikidata | Schiefe Ebene                                                                                             |
| Bahnstrecke Bamberg–Hof, Schiefe Ebene 1, Schiefe Ebene 2 (Standort)                                              | Schiefe Ebene, zugehörig Bahnwärterhäuser der sogenannten Blockstelle Streitmühle                         | Zweigeschossig, Sattel- und Schopfwalmdach, 1892 | D-4-77-121-12 Wikidata | BW |
| Bahnstrecke Bamberg–Hof, am Himmelkroner Forst, nördlich Streitmühle, bei Bahnkilometer 79,70 (Standort)          | Schiefe Ebene, sieben Kilometer lange künstliche Rampe der Ludwig-Süd-Nord-Bahn (Bahnstrecke Bamberg–Hof) | Mit architektonisch gegliederten Durchfahrten, um 1844/50; zugehörig Fallkörpersperrenanlage aus Stahlbetonfertigteilen, Werkzeugtunnel, 1982 | D-4-77-139-26 Wikidata | Schiefe Ebene, sieben Kilometer lange künstliche Rampe der Ludwig-Süd-Nord-Bahn (Bahnstrecke Bamberg–Hof) |
| Bauhof 10 (Standort)                                                                                              | Brüstungslambrequin                                                                                       | Sandstein, erste Hälfte 19. Jahrhundert | D-4-77-121-1 Wikidata  | weitere Bilder                                                                                            |
| Bauhof 16 (Standort)                                                                                              | Ehemaliges Brau- und Gasthaus                                                                             | Traufseitiger zweigeschossiger Sandsteinquaderbau über hohem Kellergeschoss, Satteldach, bezeichnet „1830“; mit Anbau | D-4-77-121-2 Wikidata  | weitere Bilder                                                                                            |
| Bauhof 20 (Standort)                                                                                              | Wohnhaus                                                                                                  | Zweigeschossiger Giebelbau mit hohem Kellergeschoss, bezeichnet „1827“ | D-4-77-121-3 Wikidata  | weitere Bilder                                                                                            |
| Gottlieb-Schill-Weg 3 (Standort)                                                                                  | Wohnhaus                                                                                                  | Zweigeschossiger verputzter Sandsteinquaderbau unter Walmdach, bezeichnet „1736“ | D-4-77-121-9 Wikidata  | BW |
| Kirchweg 1 (Standort)                                                                                             | Evangelisch-lutherisches Pfarrhaus                                                                        | Stattlicher teilverputzter zweigeschossiger Sandsteinquaderbau, Walmdach, bezeichnet „1751“; mit Ausstattung | D-4-77-121-4 Wikidata  | weitere Bilder                                                                                            |
| Kirchweg 1 (Standort)                                                                                             | Evangelisch-lutherisches Pfarrhaus, zugehöriges Nebengebäude                                              | Eingeschossiger Sandsteinquaderbau unter Satteldach, wohl 19. Jahrhundert | D-4-77-121-4 Wikidata  | BW |
| Klosterberg 1 (Standort)                                                                                          | Malzhaus der ehemaligen Klosterbrauerei                                                                   | Zweigeschossiger, zweiflügeliger, verputzter Walmdachbau, 18. Jahrhundert, im Kern älter Wappentafel, bezeichnet „1531“ | D-4-77-121-35 Wikidata | weitere Bilder                                                                                            |
| Klosterberg 4 (Standort)                                                                                          | Klostermühle                                                                                              | Dreigeschossiger Halbwalmdachbau über hohem Kellergeschoss, erste Hälfte 19. Jahrhundert; mit zugehörigem Anbau und Wehr | D-4-77-121-5 Wikidata  | weitere Bilder                                                                                            |
| Klosterberg 8 (Standort)                                                                                          | Kloster Himmelkron, ehemaliges Zisterzienser-Nonnenkloster                                                | Um zwei Binnenhöfe gruppierte Anlage, bald nach 1279 bis Mitte 14. Jahrhundert, Umbauten des 16. bis 18. Jahrhunderts, Oberer Hof mit Resten des ehemaligen Kreuzgangs von 1473, an den unregelmäßigen Unteren Hof angebaut, Prinzenbau, dreigeschossiger Walmdachbau, 1699 nach Plan von Antonio della Porta | D-4-77-121-6 Wikidata  | weitere Bilder                                                                                            |
| Klosterberg 8 (Standort)                                                                                          | Ehemalige Klosterkirche St. Maria, jetzt evangelisch-lutherische Pfarrkirche                              | Einschiffige Anlage mit unterwölbter Nonnenempore, Dachreiter und Turm im östlichen Chorwinkel, bald nach 1269 bis Mitte 14. Jahrhundert, 1699 Inneres barockisiert; mit Ausstattung | D-4-77-121-6 Wikidata  | weitere Bilder                                                                                            |
| Klosterberg 9 (Standort)                                                                                          | Ehemalige Schule, jetzt Rathaus                                                                           | Zweigeschossiger Sandsteinquaderbau, mit Satteldach, erbaut 1847 von Maurermeister Grieshammer aus Goldkronach | D-4-77-121-36 Wikidata | weitere Bilder                                                                                            |
| Klosterberg 11 (Standort)                                                                                         | Ehemaliges Kantoratsgebäude                                                                               | Zweigeschossiger Massivbau mit Walmdach, zweites Viertel 19. Jahrhundert | D-4-77-121-37 Wikidata | weitere Bilder                                                                                            |
| Klosterberg 19 (Standort)                                                                                         | Ehemaliges Forstdienstanwesen                                                                             | Zweigeschossiger Sandsteinquaderbau unter Satteldach, 1867 | D-4-77-121-7 Wikidata  | Ehemaliges Forstdienstanwesen                                                                             |
| Klosterberg 19 (Standort)                                                                                         | Ehemaliges Forstdienstanwesen, Nebengebäude                                                               | Eingeschossiger Sandsteinquaderbau, Satteldach, wohl zweite Hälfte 19. Jahrhundert | D-4-77-121-7 Wikidata  | Ehemaliges Forstdienstanwesen, Nebengebäude                                                               |
| Klosterberg 19 (Standort)                                                                                         | Ehemaliges Forstdienstanwesen, zugehörige Torpfeiler                                                      | Sandstein, wohl 19. Jahrhundert | D-4-77-121-7 Wikidata  | BW |
| Markgrafenstraße 2 (Standort)                                                                                     | Ehemaliges vermutlich markgräfliches Kastenamt bzw. Kanzlei                                               | Eingeschossiger Wohnstallbau, Mansardwalmdach, Ende 18. Jahrhundert; zugehöriges Nebengebäude auf hakenförmigem Grundriss, Satteldach, wohl 19. Jahrhundert | D-4-77-121-8 Wikidata  | weitere Bilder                                                                                            |
| Mühlbach; Nähe Klosterberg; St 2182 (Standort)                                                                    | Mainbrücke                                                                                                | Ortsbrücke über den Weißen Main, ein Bogen und ein Bogenansatz als Fragment erhalten, Mitte 19. Jahrhundert, älterer Kern | D-4-77-121-10 Wikidata | Mainbrücke                                                                                                |

### Gössenreuth
| Lage                          | Objekt        | Beschreibung | Akten-Nr.              | Bild |
| ----------------------------- | ------------- | --- | ---------------------- | ---- |
| Ernteweg 1 (Standort)         | Wohnstallhaus | Zweigeschossiger Satteldachbau, Erdgeschoss Sandsteinquader, Obergeschoss Fachwerk, bezeichnet „1799“ Mit rückwärtigem Anbau, zweigeschossig, Satteldach, 18./19. Jahrhundert | D-4-77-121-13 Wikidata | BW   |
| Ernteweg 2 (Standort)         | Taubenschlag  | Mit hohem achtseitigen Quadersockel, bezeichnet „1846“ | D-4-77-121-14 Wikidata | BW   |
| Hauptstraße 20 (Standort)     | Türrahmung    | Stein, bezeichnet „1798“ | D-4-77-121-15 Wikidata | BW   |
| Hauptstraße 21 (Standort)     | Wohnstallhaus | Eingeschossiger Satteldachbau mit Sandsteinquadererdgeschoss, bezeichnet „1807“                                                                                               | D-4-77-121-16 Wikidata | BW   |
| Hauptstraße 23 (Standort)     | Türrahmung    | Sandstein, bezeichnet „1836“ | D-4-77-121-17 Wikidata | BW   |
| Himmelkroner Weg 1 (Standort) | Wohnstallhaus | Eingeschossiger Sandsteinquaderbau, Satteldach, bezeichnet „1813“ und „1856“                                                                                                  | D-4-77-121-18 Wikidata | BW   |

### Lanzendorf
| Lage                                                                     | Objekt                                                             | Beschreibung | Akten-Nr.              | Bild            |
| ------------------------------------------------------------------------ | ------------------------------------------------------------------ | --- | ---------------------- | --------------- |
| Am Main 11 (Standort)                                                    | Wohnstallhaus                                                      | Zweigeschossiger Walmdachbau mit Sandsteinquadererdgeschoss, bezeichnet „1756“ | D-4-77-121-19 Wikidata | BW              |
| Am Main 15 (Standort)                                                    | Wohnstallhaus                                                      | Zweigeschossiger Sandsteinquaderbau, Walmdach, bezeichnet „1819“, mit Metzgerhauszeichen, Inschrift bezeichnet „1794“                                                                                    | D-4-77-121-20 Wikidata | BW              |
| Am Main 17 (Standort)                                                    | Wohnstallhaus                                                      | Zweigeschossiger Sandsteinquaderbau, Walmdach, Türrahmung bezeichnet „1828“ | D-4-77-121-21 Wikidata | BW              |
| Am Main 23 (Standort)                                                    | Ehemaliges Amtshaus                                                | Zweigeschossiger verputzter Sandsteinquaderbau, Walmdach, Inschrifttafel bezeichnet „1739“ | D-4-77-121-22 Wikidata | BW              |
| Badgasse; Griesplatz; Weißer Main (Standort)                             | Alte Mainbrücke                                                    | Zweibogige Sandsteinbrücke mit Uferbefestigung am Nordufer des Mains, Mitte 19. Jahrhundert | D-4-77-121-33 Wikidata | Alte Mainbrücke |
| Edellaitsch; Kirchenring; Laitscher Weg; vor der Kirche (Standort)       | Kriegerdenkmal für die Gefallenen von 1914/18                      | Stein, wohl um 1920 | D-4-77-121-25 Wikidata | BW              |
| Griesplatz 1 (Standort)                                                  | Wohnhaus                                                           | Zweigeschossiger Sandsteinquaderbau, Walmdach, bezeichnet „1785“ | D-4-77-121-23 Wikidata | BW              |
| Kirchenring, hoch gelegen am Terrassenufer des Weißen Mains (Standort)   | Kirchhof                                                           | Mit Ummauerung, wohl 18./19. Jahrhundert | D-4-77-121-31 Wikidata | BW              |
| Kirchenring 1 (Standort)                                                 | evangelisch-lutherische Pfarrkirche St. Gallus                     | Saalkirche mit viergeschossigem Turm, spätgotischer Bau, um 1750 im Sinne des markgräflichen Barock umgestaltet; mit Ausstattung                                                                         | D-4-77-121-24          | weitere Bilder  |
| Kirchenring 4; Kirchenring 6; Edellaitsch; Kirchenring (Standort)        | Ehemaliges Schloss der Herren von Wirsberg                         | Stattlicher zweigeschossiger Sandsteinquaderbau mit hohen Giebeln in Renaissance-Bauformen, Walmdach, bezeichnet „1625“, Anfang 18. Jahrhundert umgebaut                                                 | D-4-77-121-26 Wikidata | BW              |
| Kirchenring 4; Kirchenring 6; Edellaitsch; Kirchenring (Standort)        | Ehemaliges Schloss der Herren von Wirsberg, ehemaliges Schulhaus   | 1832 hakenförmig angebaut, Portal und Fensterrahmung von 1719 | D-4-77-121-26 Wikidata | BW              |
| Kirchenring 4; Kirchenring 6; Edellaitsch; Kirchenring (Standort)        | Ehemaliges Schloss der Herren von Wirsberg, zugehörige Einfriedung | | D-4-77-121-26 Wikidata | BW              |
| Kremitzer Straße 1 (Standort)                                            | Ehemalige Mühle                                                    | Zweigeschossiger Sandsteinquaderbau, Walmdach, bezeichnet „1809“; mit zugehörigem Anbau, eingeschossiger Ziegelbau mit flach geneigtem Dach, um 1900                                                     | D-4-77-121-27 Wikidata | BW              |
| Kremitzer Straße 12; Kremitzer Straße 14 (Standort)                      | Doppelhaus                                                         | Bestehend aus zwei eingeschossigen traufseitigen Kleinhäusern, Sandsteinquaderbau, jeweils am Türsturz bezeichnet „1827“                                                                                 | D-4-77-121-28 Wikidata | BW              |
| Laitscher Weg 2 (Standort)                                               | Evangelisch-lutherisches Pfarrhaus                                 | Zweigeschossiger Walmdachbau über hohem Kellergeschoss, rückwärtig Freitreppe, zweite Hälfte 19. Jahrhundert; zugehörige Torpfeiler                                                                      | D-4-77-121-29 Wikidata | BW              |
| Laitscher Weg 4 (Standort)                                               | Wohnhaus                                                           | Zweigeschossiges Satteldachhaus über hohem Kellergeschoss, Metzgerhauszeichen mit Inschrift bezeichnet „1720“, Fenstersturz bezeichnet „1732“, Innensäule bezeichnet „1516“, Dachstuhl bezeichnet „1470“ | D-4-77-121-30 Wikidata | BW              |
| Von Lanzendorf nach Himmelkron, an der Straße nach Himmelkron (Standort) | Steinkreuz                                                         | Mittelalterlich | D-4-77-121-32          | BW              |

### Streitmühle
| Lage                     | Objekt                                                      | Beschreibung                                                                                           | Akten-Nr.              | Bild |
| ------------------------ | ----------------------------------------------------------- | --- | ---------------------- | ---- |
| Streitmühle 1 (Standort) | Mühle                                                       | Wohnstallhaus, zweigeschossiger Sandsteinquaderbau über Hakengrundriss, Walmdach, bezeichnet 1802/1805 | D-4-77-121-34 Wikidata | BW   |
| Streitmühle 1 (Standort) | Mühle, zugehöriges Nebengebäude mit technischer Ausstattung | Wohl 19. Jahrhundert                                                                                   | D-4-77-121-34 Wikidata | BW   |